# Top 14 2012-13
El Campeonato de Francia de Rugby 15 2012-13 fue la 114.ª edición del Campeonato francés de rugby.
El campeón del torneo fue el equipo de Castres quienes obtuvieron su cuarto campeonato.

## Desarrollo

### Posiciones
Actualizado a últimos partidos disputados el 4 de mayo de 2013 (26.ª Jornada).'
|    | Club                | J  | G  | E | P  | PF  | PC  | Dif. | PBO | PBD | Puntos |
| -- | ------------------- | -- | -- | - | -- | --- | --- | ---- | --- | --- | ------ |
| 1  | Clermont Auvergne   | 26 | 19 | 1 | 6  | 779 | 418 | +361 | 8   | 5   | 91     |
| 2  | RC Toulon           | 26 | 18 | 1 | 7  | 779 | 456 | +323 | 11  | 5   | 90     |
| 3  | Stade Toulousain    | 26 | 17 | 0 | 9  | 702 | 501 | +201 | 7   | 4   | 79     |
| 4  | Castres Olympique   | 26 | 15 | 2 | 9  | 599 | 489 | +110 | 4   | 6   | 74     |
| 5  | Montpellier Hérault | 26 | 16 | 0 | 10 | 570 | 520 | +50  | 5   | 4   | 73     |
| 6  | Racing Métro        | 26 | 16 | 0 | 10 | 512 | 431 | +81  | 2   | 7   | 73     |
| 7  | USA Perpignan       | 26 | 13 | 0 | 13 | 593 | 607 | -14  | 2   | 7   | 61     |
| 8  | Aviron Bayonnais    | 26 | 12 | 1 | 13 | 467 | 609 | -142 | 1   | 6   | 57     |
| 9  | Biarritz Olympique  | 26 | 12 | 1 | 13 | 505 | 540 | -35  | 2   | 5   | 57     |
| 10 | Stade Français      | 26 | 12 | 1 | 13 | 578 | 691 | -113 | 2   | 2   | 54     |
| 11 | FC Grenoble         | 26 | 12 | 0 | 14 | 480 | 606 | -126 | 1   | 5   | 54     |
| 12 | Bordeaux Bègles     | 26 | 8  | 1 | 17 | 561 | 584 | -23  | 4   | 9   | 47     |
| 13 | SU Agen             | 26 | 6  | 0 | 20 | 423 | 709 | -286 | 0   | 7   | 31     |
| 14 | Stade Montois       | 26 | 2  | 0 | 24 | 374 | 761 | -387 | 1   | 7   | 16     |

### Cuartos de final
| 10 de mayo de 2013 | Toulouse | 33 - 19 | Racing |  |  |

| 11 de mayo de 2013 | Castres | 25 - 12 | Montpellier |  |  |

### Semifinal
| 24 de mayo de 2013 | Toulon | 24 - 9 | Toulouse |  |  |

| 25 de mayo de 2013 | Clermont | 9 - 25 | Castres |  |  |

### Final
| 1 de junio de 2013 | Toulon | 14 - 19 | Castres | Stade de France, París |  |

| Bandera de Francia |
| Campeón Castres    |
| Cuarto título      |